# 何甄陶
何甄陶（1997年4月25日—），香港男子游泳运动员，主攻短距离自由泳，曾获得2022年亚洲运动会男子50米自由泳银牌。他也曾参加2020年夏季奥林匹克运动会。

## 簡歷
何甄陶在美國出世長大，父母皆為香港人。2018年，選擇大學碩士休學，從美國回流香港，開始代表香港隊參加比賽。
2021年6月，在香港長池游泳計時賽IV男子50米自由泳決賽中，游出21秒97，刷新香港紀錄兼達到東京奧運A標，成為繼張乾文、王敏超、李啟淦、方力申、符泳及謝旻樹後，香港男子泳手第七人征戰奧運。同年7月，在2020年東京奧運男子50米自由泳中游出22.45秒，排名為32名。
2023年4月16日，在第66屆體育節長池游泳計時賽男子50米自由泳初賽中，游出21秒86，打破香港紀錄兼達奧運A標，獲得巴黎奧運入場券，連續兩屆進軍奧運會。

## 游泳紀錄
| No.      | 種類     | 項目                                                                | 時間     | 比賽日期          |
| 香港紀錄 | 香港紀錄 | 香港紀錄                                                            | 香港紀錄 | 香港紀錄          |
| -------- | -------- | ------------------------------------------------------------------- | -------- | ----------------- |
| 1        | 短池     | 50米自由泳                                                          | 20.55    | 2022年12月13-18日 |
| 2        | 短池     | 男女混合4×50米自由泳接力 （香港隊－伍棹然、何甄陶、何詩蓓、譚凱琳） | 1:30.43  | 2021年12月17日    |
| 3        | 短池     | 男女混合4×50米混合式接力 （香港隊－歐鎧淳、吳欣鍵、施幸余、何甄陶） | 1:42.05  | 2021年12月14日    |
| 4        | 長池     | 50米自由泳                                                          | 21.83    | 2024年2月16日     |
| 5        | 長池     | 男女混合4×100米自由泳接力 （香港隊－劉紹宇、何甄陶、鄭莉梅、鄭渝）  | 3:34.96  | 2023年7月30日     |